# Элиот, Томас Хопкинсон
Томас Хопкинсон Элиот (англ. Thomas Hopkinson Eliot; 14 июня 1907, Кембридж, Массачусетс — 14 октября 1991, Кембридж) — американский юрист, государственный деятель и политик, член либерального крыла Демократической партии; главный юрисконсульт Совета по социальному обеспечению (1935—1938) — ключевой участник написания Закона о социальном обеспечении; лектор по вопросам государственного управления в Гарвардском университете (1937—1938) и канцлер Вашингтонского университета в Сент-Луисе; конгрессмен от штата Массачусетс (1941—1943).

## Работы
- Eliot, Thomas H. American Government: Problems and Readings in Political Analysis. 2d ed. New York: Dodd Mead, 1965.
- Eliot, Thomas H. Recollections of the New Deal: When the People Mattered. Edited with an introduction by John Kenneth Galbraith. Boston: Northeastern University Press, 1992;
- Eliot, Thomas H. Public and Personal. Edited by Frank O'Brien. St. Louis: Washington University Press, 1971.